# Plurinúcula

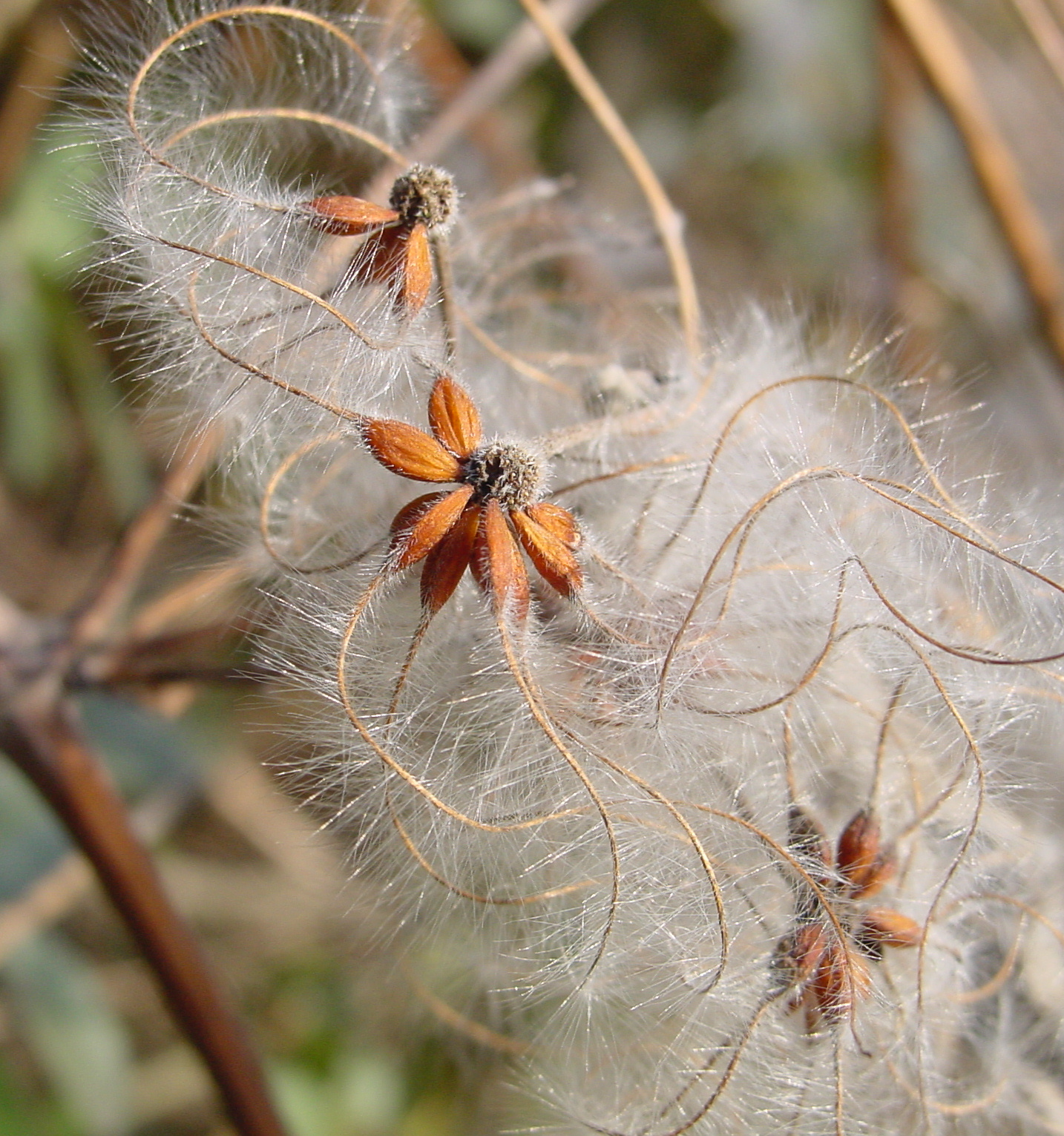
Polinúcula plumosa de vidalba.

Una plurinúcula o polinúcula és un fruit múltiple en què cada pistil del carpel dona lloc a una núcula. Generalment, el componen a més parts engruixides, bé de l'eix bé del receptacle. És propi de les rosàcies i les ranunculàcies, com ara la vidalba i la vidiella, així com de les plantes dels gèneres Ranunculus, Anemone, Adonis i Ficaria. També ho és la maduixa, en què les núcules són les llavors i la part carnosa és el tàlem engruixit.